# 春日神社 (大分市)
春日神社（かすがじんじゃ）は、大分県大分市にある神社である。旧社格は県社で、現在は神社本庁の別表神社。

## 祭神
武甕槌命（たけみかづちのみこと）、経津主命（ふつぬしのみこと）、天津児屋根命（あまつこやねのみこと）、姫大神（ひめおおかみ）の春日四神を祀る。

## 歴史

### 創建
社伝や『豊後国志』によれば、貞観2年（860年）、豊後国国司となった藤原世数により氏神である大和国の春日大社を勧請して創建された。『春日神社略記』では、天平年間（729年 - 749年）、国分寺建立のために下向した石川年足が大和三笠山より勧請したとする。また、天長年間（824年 - 834年）、市川某が大和三笠山より勧請したともされる。

### 中近世
鎌倉時代の建久7年（1196年）、豊後国守護となった大友氏初代当主大友能直が再興したとされる。一方、『雉城雑誌』は、第2代当主大友親秀が仁治3年（1243年）に社殿を修復して笠和郷の宗廟とし、社領80貫を寄進したと記している。親秀が寄進した菖蒲田等の社領は、近年まで勢家町及び春日町の小字に名を残していた。親秀はまた、別当寺である鷹雄山神宮寺を再興したり、境内に蓬莱山を築いたともされる。以来、代々の領主により豊後府内の総廟として崇敬された。
天正14年（1586年）の島津軍の府内侵攻の際に社殿を焼失。慶長8年（1603年）に府内藩初代藩主竹中重利が再興した。重利は、慶長12年（1607年）、江戸からの帰路に播磨灘で暴風雨に遭ったが、春日神社に加護を祈って事なきを得たので、境内に松の苗10万本を寄進したという。
日根野吉明は、寛永11年（1634年）に府内藩に入ると、春日神社に神宝を寄進するとともに、伝記を蒐集して祭祀を復興。正保2年（1645年）には蓬莱山を再建するとともに、過去七仏の廟を建立した。

### 近現代
明治4年（1871年）に郷社に列格し、大正6年（1917年）に県社に昇格した。
昭和20年（1945年）7月17日未明の大分空襲では米軍の焼夷弾により社殿を焼失。第二次世界大戦後は、神道指令により八幡朝見神社に合祀された別府市青山町の温泉神社の社殿を移築し、仮殿とした。
現在の社殿は昭和42年（1967年）に再建されたもので、同年10月18日に遷座祭が斎行された。なお、社殿の再建後、旧温泉神社の社殿は神輿を納める蔵として使用されている。
昭和43年（1968年）7月には神社本庁より別表神社に列せられている。

## 社叢
社叢は、総面積 26,000m2、樹林面積 15,600m2で、樹木の総数は約500本。「春日神社の森」として、1974年（昭和49年）2月1日に大分市の名木（樹林の部）に、また、同年3月15日に大分県の特別保護樹林に指定されている。

## 祭礼
- 1月1日 - 歳旦祭・初詣
- 2月初午 - 摂社稲荷神社初午祭
- 2月11日 - 紀元祭
- 2月17日 - 祈年祭
- 4月12日 - 春季大祭宵祭
- 4月13日 - 例祭
- 4月29日 - 昭和祭
- 5月1日 - 摂社金比羅社祭
- 6月30日 - 夏越大祓式・茅の輪神事
- 7月18日 - 夏季大祭宵祭
- 7月19日 - 夏越大祭・神輿巡行
- 9月25日 - 摂社天満社祭
- 10月18日 - 秋季大祭宵祭
- 10月19日 - 秋季大祭・潮掻き神事
- 11月15日 - 七五三祭
- 11月23日 - 新嘗祭
- 12月23日 - 天長祭
- 12月31日 - 師走大祓式・除夜祭[1]

## 交通
- 車 - JR九州大分駅から約5分。
- バス
  - 大分駅前7番のりばから、県立図書館行きで「春日神社前」停留所下車。
  - 大分駅前2番のりばから、別府・国東方面行きで「春日浦」停留所下車、徒歩3-4分[11]。